# Habrovec

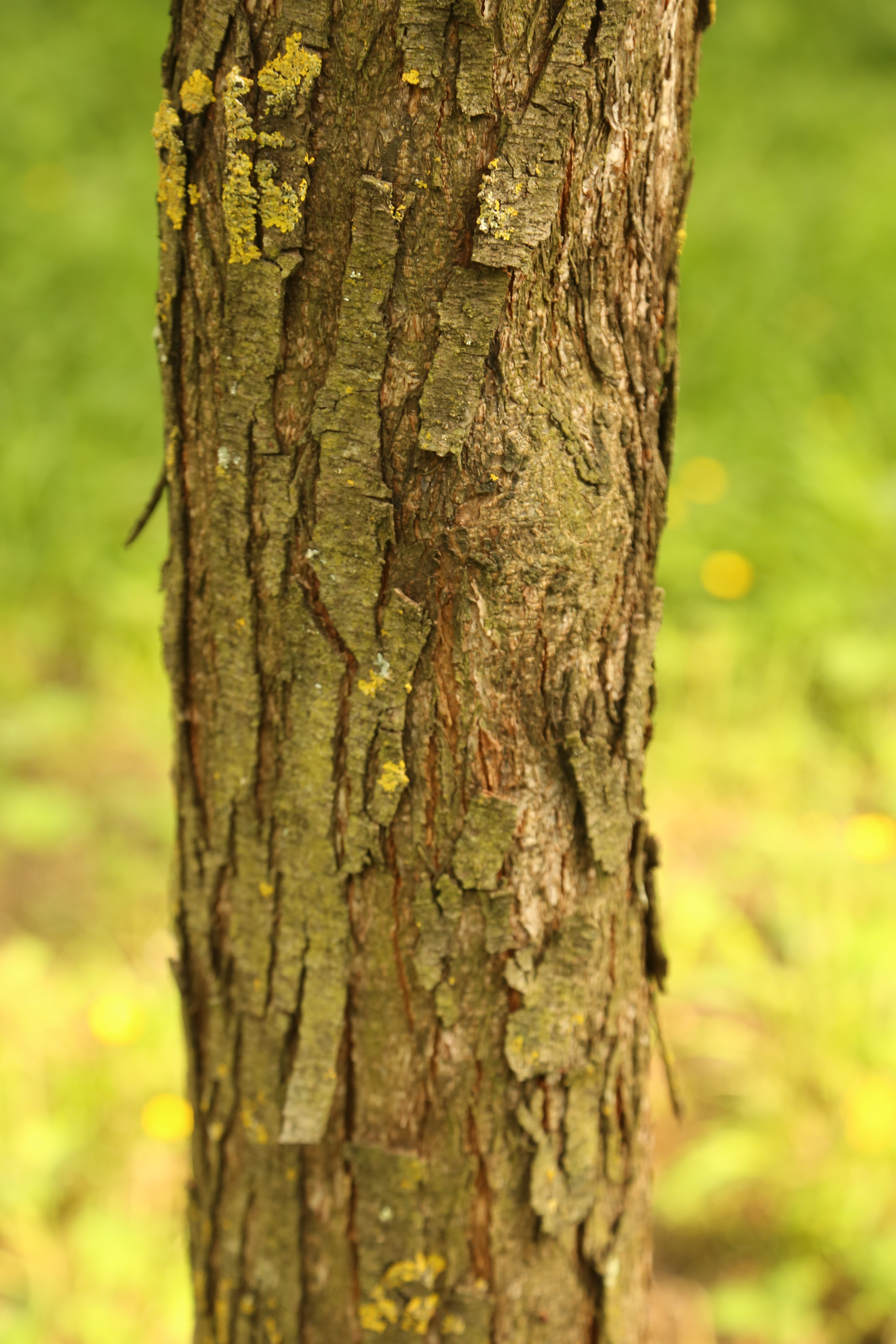
Kmen habrovce

Habrovec (Ostrya) je nevelký rod středně mohutných stromů, vzácně keřů, které jsou v čeledi břízovitých zařazovány do podčeledi Coryloideae. Jsou to jednodomé, opadavé dřeviny se samčími a samičími květenstvími.

## Ekologie
Pocházejí z lesů mírného pásma severní polokoule a jsou, jak napovídá české rodové jméno, podobné habrům. Dávají přednost vlhčím půdám, na množství živin nejsou náročné. O habrovcích je známo, že svým pylem způsobují u citlivých lidí alergii, ta však bývá v porovnání s ostatními rody čeledi břízovitých jedna z nejslabších. Základní ploidie rodu je x = 8.

## Popis
Stromy dosahují výšky 10 až 15 m a jsou kuželovitého vzrůstu. Kůra je šedá až světle hnědá, tenká, hladká a později podélně rozpraskaná. Větve jsou střídavě porostlé jednoduchými, krátce řapíkatými, vejčitými, dvojitě pilovitými listy se zpeřenou žilnatinou; palisty brzy opadávají. Listy se před podzimním opadem výrazně zbarvují.
Samčí květy se zakládají již na podzim a vytvářejí převislé jehnědy, které vyrůstají jednotlivě v úžlabí listenů, mívají tři až čtrnáct tyčinek s prašníky obsahující kulatá pylová zrna velká asi 25 µm a přenášena do samičích květů anemogamicky. Samičí květy v krátkých, vzpřímených, hustých jehnědách vejčitého tvaru mají šupinková okvětí a vyrůstají po dvou až čtyřech z paždí opadavého listenu, každý květ je obalen třemi srostlými listenci a obsahuje dvoupouzdrý semeník a dvě blizny na krátkých čnělkách.
Plody jsou vejčité, podélně žebernaté oříšky v měchýřkovitém obalu a společně vytvářejí šišticovité plodenství vzhledově podobné chmelovým.
Dřevo stromů je bílé, světle hnědé až načervenalé, má jemnou zrnitost a je velmi tvrdé a těžké. Používalo se pro výrobu předmětů podléhající dlouhodobému tření (ráfky kol, lyže, ližiny saní, letadlové vrtule a na namáhané rukojeti nářadí (kladiva, sekery)).

## Taxonomie
V rodu habrovec bývají obecně uznávané níže uvedené druhy, z nich Ostrya carpinifolia pochází z jižní Evropy a Kavkazu, Ostrya virginiana ze Severní a Střední Ameriky a ostatní druhy z Asie (Čína, Japonsko, Korea a ruský Dálný východ).
- Ostrya carpinifolia – habrovec habrolistý
- Ostrya chisosensis
- Ostrya japonica – habrovec japonský
- Ostrya knowltonii
- Ostrya multinervis
- Ostrya rehderiana – habrovec Rehderův
- Ostrya trichocarpa – habrovec chlupatoplodý
- Ostrya virginiana – habrovec americký
- Ostrya yunnanensis – habrovec junanský

## Galerie

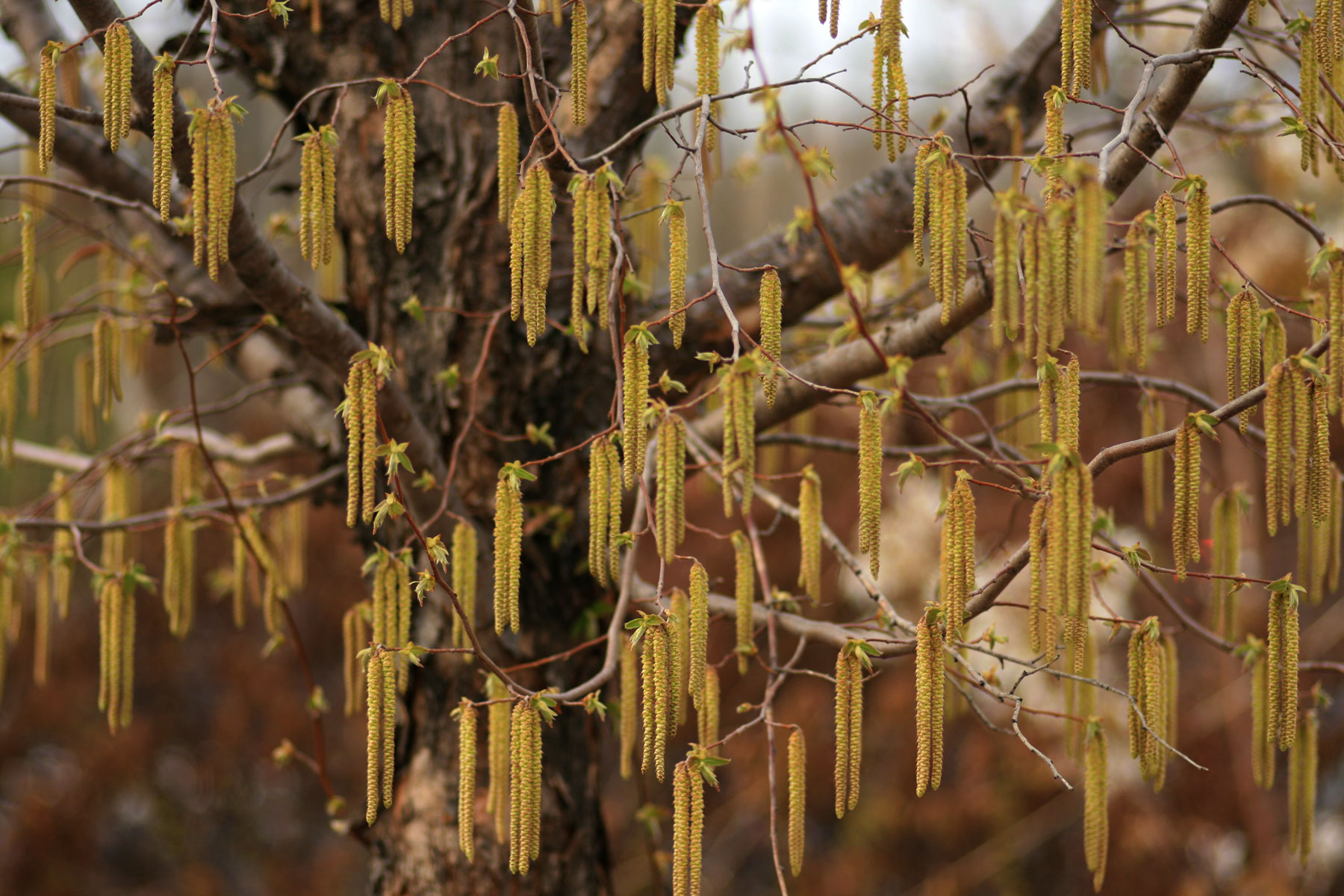
Samčí jehnědy
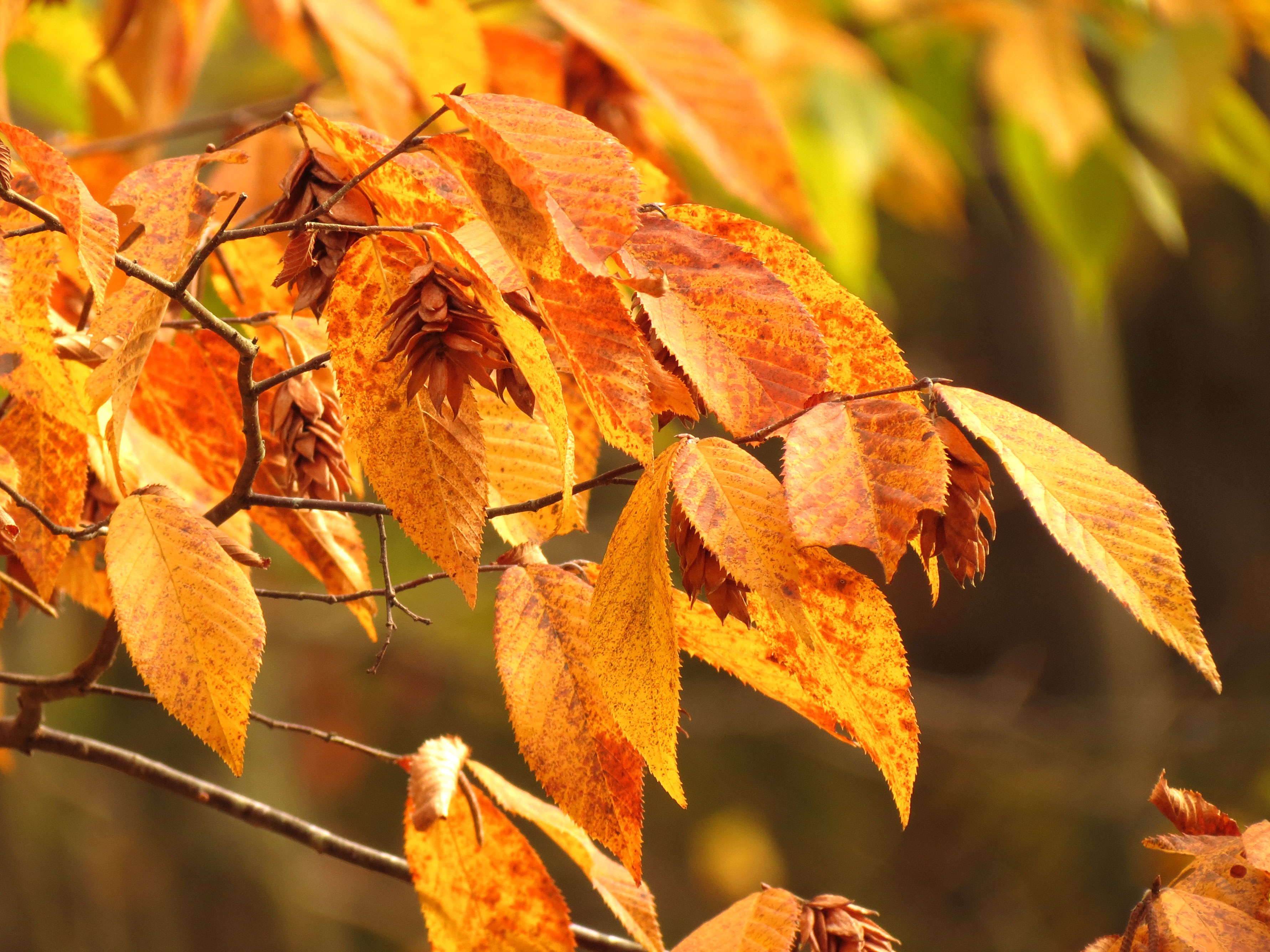
Listy před opadem
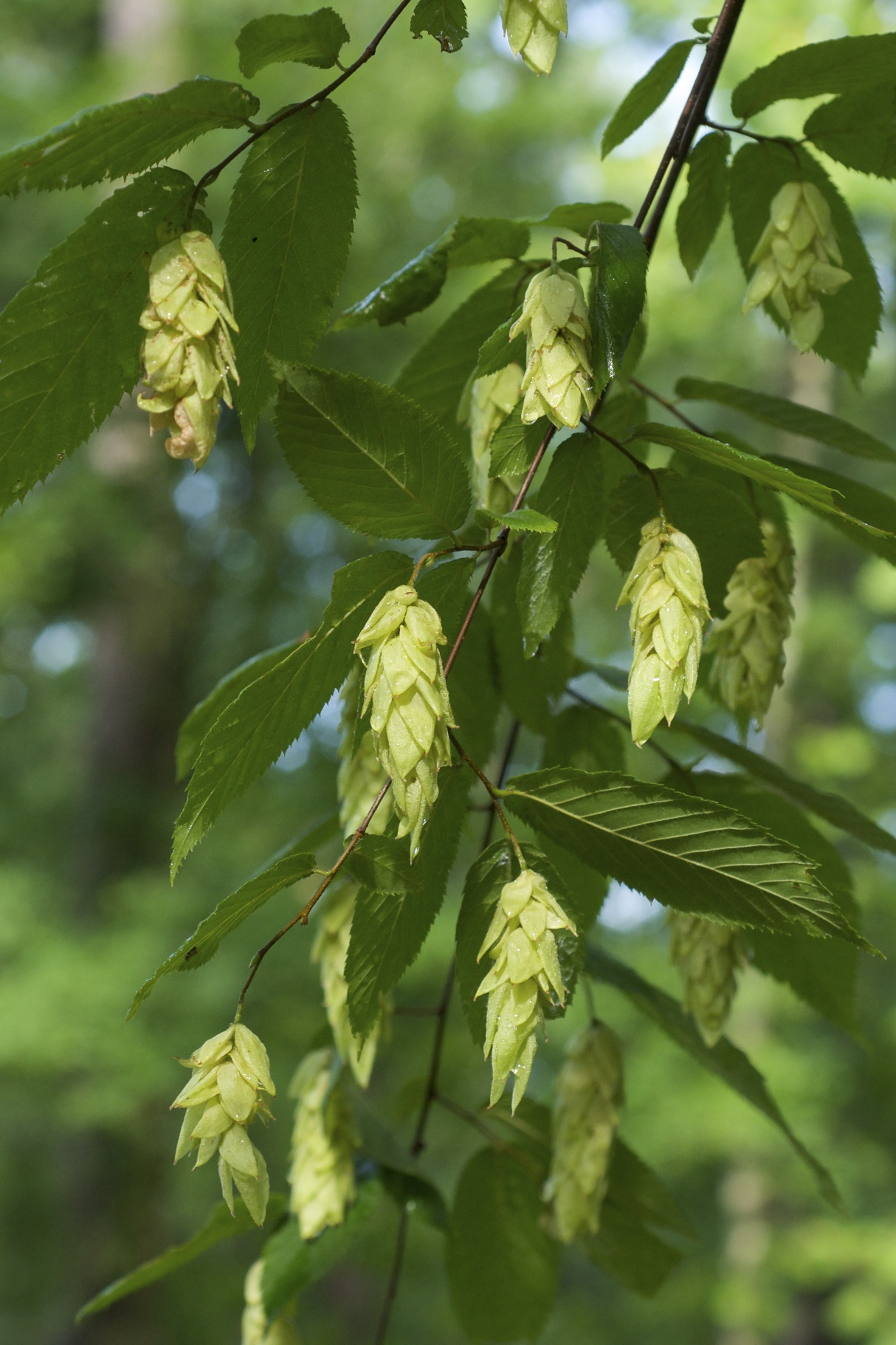
Zrající plodenství
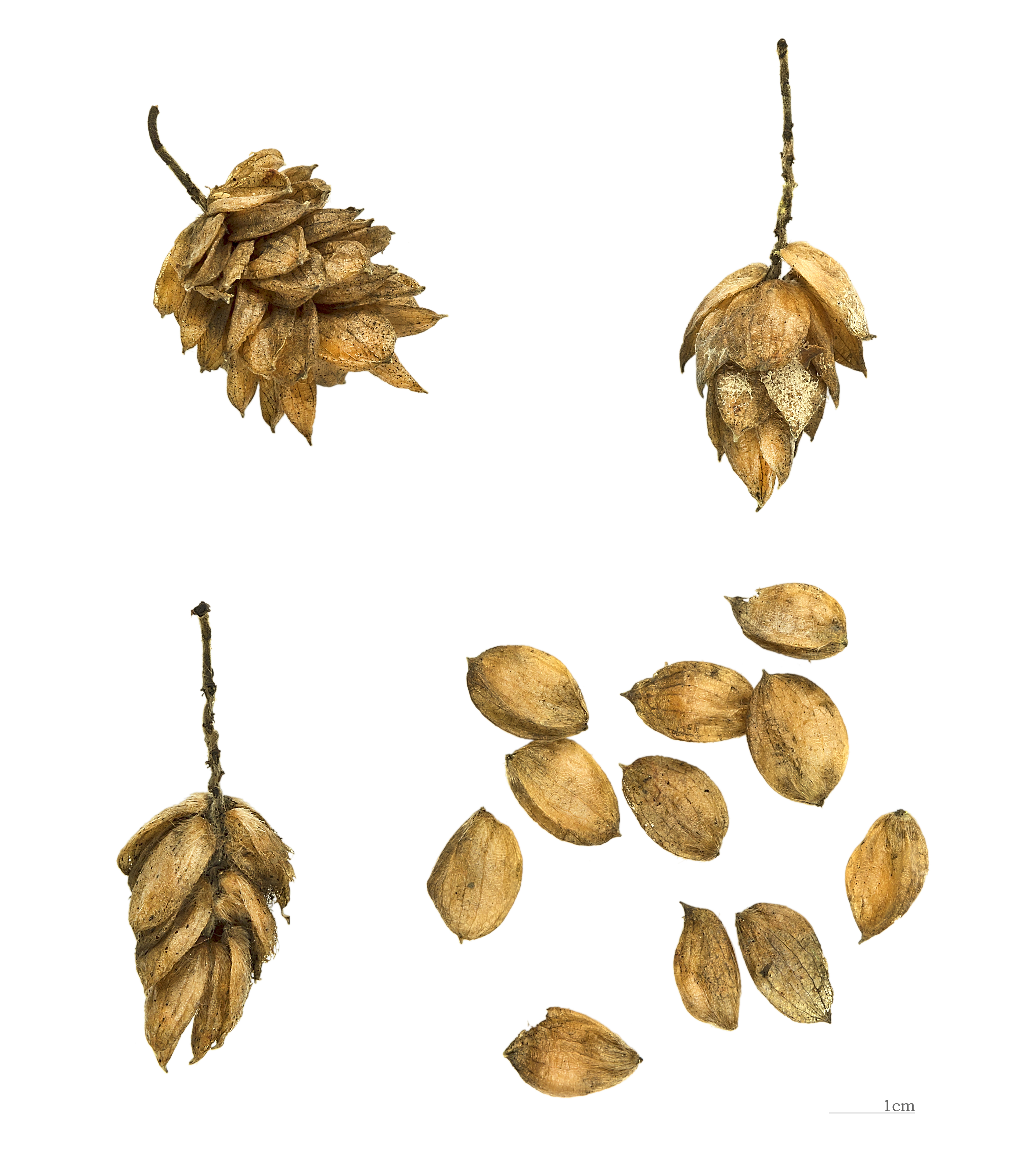
Plodenství a plody